# Flaga województwa świętokrzyskiego

Flaga woj. świętokrzyskiego w latach 2001–2013

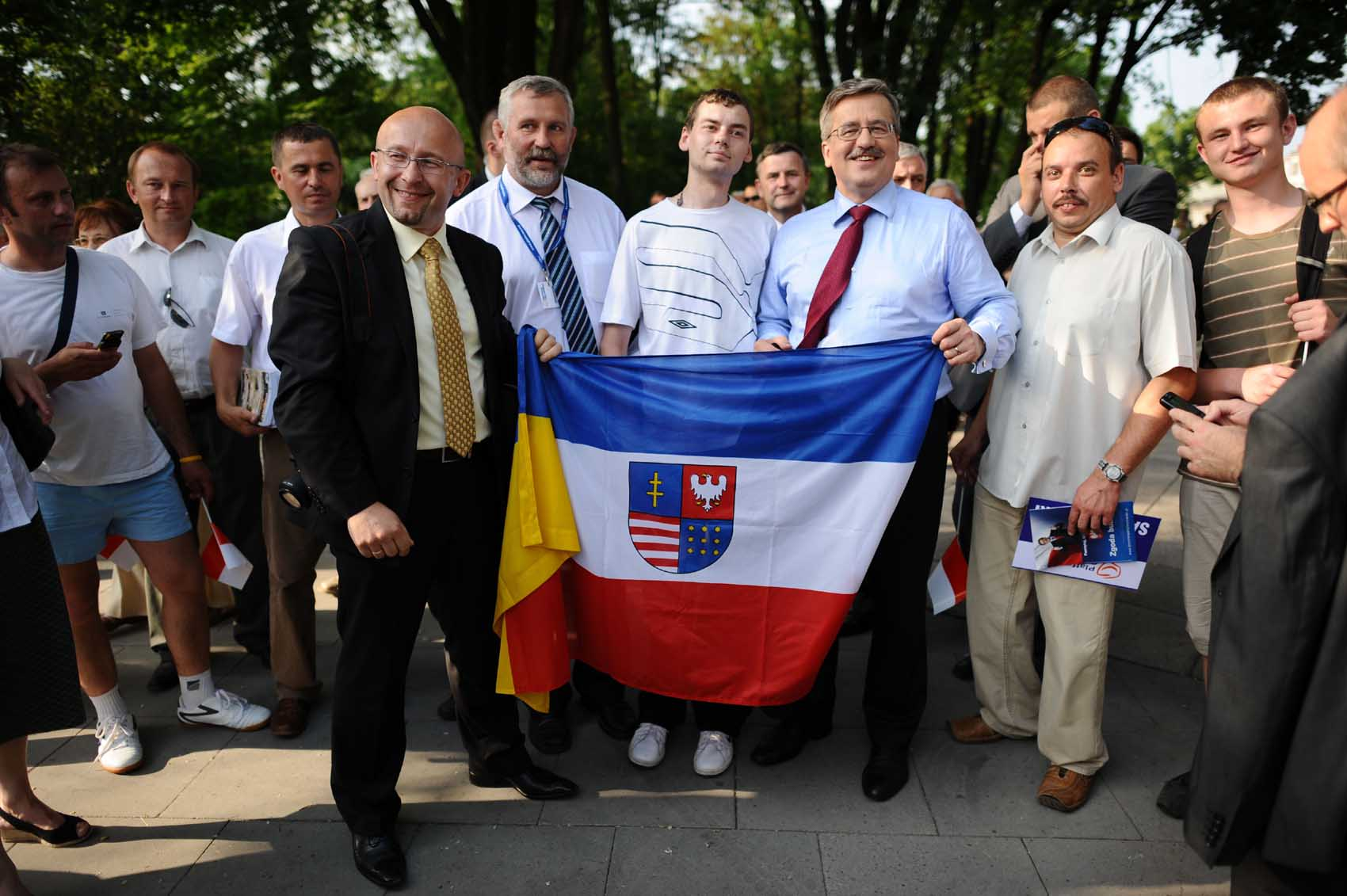
Ówczesny Marszałek Sejmu, Bronisław Komorowski z flagą woj. świętokrzyskiego

Flaga województwa świętokrzyskiego – symbol województwa świętokrzyskiego. Flaga została przyjęta 28 grudnia 2012 r. Zgodnie z regułami heraldyki i weksylologii, barwy flagi są odwzorowaniem barw występujących w herbie województwa świętokrzyskiego.
W latach 2001–2013 województwo używało flagi ustanowionej 28 maja 2001 uchwałą nr XXII/302/01 Sejmiku Województwa Świętokrzyskiego.

## Opis flag z lat 2001-2013
Flagę województwa świętokrzyskiego stanowi płat tkaniny o kształcie prostokąta i proporcjach boków 5:7. Składa się z czterech pól o jednakowej szerokości, równej 1/3 wysokości flagi. Jeden z pasów, barwy złotej, umieszczono pionowo od strony drzewca flagi, gdyż barwy tej jest w herbie województwa najmniej, zatem zajmuje mniejszą powierzchnię od pozostałych pasów. Pozostałe trzy pasy umieszczone są poziomo, mają barwy (od góry) błękitną, srebrną i czerwoną. W polu białym (srebrnym) umieszczono centralnie herb województwa, w ten sposób, że jego tarcza nie dotyka krawędzi srebrnego pasa.